# Gwon Hyeok-beom
Gwon Hyeok-beom (ur. 10 sierpnia 1993) – południowokoreański zapaśnik walczący w stylu wolnym. Zajął piętnaste miejsce na mistrzostwach świata w 2021. Brązowy medalista mistrzostw Azji w 2016 i 2021. Wojskowy wicemistrz świata z 2017. Trzeci na Mistrzostwach Azji juniorów w 2012 i 2013 roku.